# Сутоки (Спас-Деменський район)
Сутоки (рос. Сутоки) — присілок в Спас-Деменському районі Калузької області Російської Федерації.
Населення становить 1 особу. Входить до складу муніципального утворення Село Буднянський.

## Історія
Від 2004 року входить до складу муніципального утворення Село Буднянський

## Населення
| 2002 | 2007 | 2010 |
| ---- | ---- | ---- |
| 29   | ↘19  | ↘1   |